# Синхронне плавання на Чемпіонаті Європи з водних видів спорту 2021 — соло, технічна програма
Змагання з синхронного плавання в технічній програмі соло на Чемпіонаті Європи з водних видів спорту 2021 відбулися 10 травня.

## Результат[1]
| Місце | Плавчиня             | Країна      |         |
| Місце | Плавчиня             | Країна      | Очки    |
| ----- | -------------------- | ----------- | ------- |
| 1     | Марта Фєдіна         | Україна     | 91,8445 |
| 2     | Євангелія Платаніоті | Греція      | 89,2897 |
| 3     | Василина Хандошка    | Білорусь    | 87,7173 |
| 4     | Васілікі Александрі  | Австрія     | 87,0872 |
| 5     | Лара Мечніг          | Ліхтенштейн | 83,4478 |
| 6     | Ілона Фарні          | Швейцарія   | 79,2455 |
| 7     | Нада Даабусова       | Словаччина  | 78,0825 |
| 8     | Марта Мурру          | Італія      | 76,5767 |
| 9     | Ясмін Зонзіні        | Сан-Марино  | 76,1201 |
| 10    | Алзбета Дуфкова      | Чехія       | 75,7988 |
| 11    | Олександра Атанасова | Болгарія    | 74,3189 |
| 12    | Клара Тернстром      | Швеція      | 72,9615 |
| 13    | Аріель Нассі         | Ізраїль     | 72,1890 |
| 14    | Піні Кеккі           | Фінляндія   | 70,7166 |
| 15    | Антонія Гулєв        | Хорватія    | 67,0331 |